# 天苑六
波江座η，又名BD-09 553，HD 18322、SAO 130197、HR 874，是波江座的一颗恒星，视星等为3.89，位于銀經187.15，銀緯-55.31，其B1900.0坐标为赤經2h 51m 32.5s，赤緯-9° -55.31′ 46″。